# 東日天文館
東日天文館（とうにちてんもんかん）とは、かつて東京の有楽町にあった、天文普及施設である。

## 概要
1938年10月30日に有楽町の東京日日新聞（現在の毎日新聞東京本社）会館内に開館した。館内には大阪市立電気科学館に次いで日本で2番目のプラネタリウム（カール・ツァイスII型）が設置された。投影機の金額は当時の金額で50万円だったという。設立の趣旨に賛同した小林一三をはじめ、各界からの出資を元に設置された。
開館時期は大阪市立電気科学館よりも遅く、さらに1945年の東京大空襲(山手大空襲)で建物のドーム部分を貫通して落ちてきた焼夷弾によって4階から上を焼失してしまったため、営業期間はおよそ8年とごく短期間であった。そのため観覧した人は限られているが、当時の混迷を深めつつある世相の中で人々に一筋の光明を与え、後に天文関係で活躍する人材の輩出にもつながった。入場料は大人50銭、小人25銭であった。軍事学生及び一般団体には割引が適用されたらしい。
戦時下の娯楽が制限されていた中でも関係者の尽力もあり、営業は続けられていた。南方戦線へ赴く兵士の教育の一環として、軍関係の観覧もあった。
皮肉な事に、戦時中の灯火管制下では光害の影響が少なく、普段の東京では見ることのできない星空が瞬いていたという。
なお、この天文館には会員制度があった模様である。豊田一郎も会員であった。

## 歴史
- 1938年　東日天文館として開館。
- 1943年　毎日新聞社への社名変更に伴い、毎日天文館へ名称変更。
- 1945年　空襲による火災にて焼失。

## 備考
瀬名秀明のSF小説『虹の天象儀』（祥伝社文庫）の舞台となっている（小説中の施設の呼称は改称後の毎日天文館であるが、主人公は施設の鍵のことを『東日天文館の鍵』と呼んでいた）。